# 三浦真弓
三浦 真弓（みうら まゆみ、1950年2月13日  - ）は、日本の女優。本名同じ。
岩手県下閉伊郡岩泉町出身。貞静学園高等学校卒業。文学座、フリーを経て、リューカンパニーに所属していた。
妹は、女優の三浦リカ。

## 人物
中学時代に家族とともに埼玉県に転居。
高校卒業後、証券会社のOLとなるが半年で退社して、1969年に文学座付属研究所に入所。舞台『地の群れ』でデビュー後、NHK大河ドラマ『新・平家物語』などのテレビドラマに出演。その後、文学座の座員に昇格する。
1974年、花王 愛の劇場『五番町夕霧楼』でヒロインの片桐夕子を演じる。当時のプロフィールでは、「女優ならば一度は演じてみたい役です。原作のイメージが強いので、無我夢中で役に取り組んでいます」と述べている。
『五番町夕霧楼』以降は、テレビドラマで主に悪女役としての出演作が多くなる。1979年のインタビューでは「二重スパイみたいな女」と自身の役柄を表現し、「小悪魔的で陰のある役柄が多く、演じているときは楽しんでいるが、同じような役柄が続くとやはり飽きてしまう」と述べている。
趣味は、三味線。

## 出演

### テレビ作品
- 水戸黄門（TBS）
  - 第2部 第24話「悪い奴ら -宮津-」（1970年） - お袖
  - 第15部 第31話「瞼の父は用心棒 -諏訪-」（1985年） - おみね
  - 第17部 第16話「命がけの母娘再会 -宇和島-」（1987年） - お春の方
  - 第19部 第10話「助さんの代理亭主 -本庄-」（1989年） - おれん
- もう一つの傷 （1971年、NHK総合）
- つくし誰の子（NTV）
  - 第1シリーズ（1971年） - 大山春子
  - 第3シリーズ（1973年） - 奈津子
- スペクトルマン 第57話「魔女グレートサタンの復活」、第58話「まぼろしの怪獣ゴルダ」（1972年、CX） - グレートサタン
- 大河ドラマ（NHK総合）
  - 新・平家物語 （1972年） - 袈裟御前
  - 徳川家康（1983年） - 常高院
- 24時間の男 第4話「出発（）の歌に愛をこめて」（1972年、TBS）-　絢子
- 荒野の素浪人 第1シリーズ 第15話「乱闘 銀山白鳳峡」（1972年、NET） - お駒
- おらんだ左近事件帖 第20話「病める麦」（1972年、CX）-　槙
- 刑事くん 第1部 第26話「ひびけおれたちの歌」（1972年、TBS）
- キイハンター（1972年、TBS）
  - 第222話「東京-札幌 殺しのための56分」
  - 第238話「それ行け! ギャングとスパイの大追跡」 - ノリコ
- 水曜劇場（TBS）
  - はーい ただいま 第12話（1972年） - 野崎照代
  - 花吹雪はしご一家 第2話（1975年） - ヨシ子
- ポーラ名作劇場（NET）
  - 日曜日にはバラを（1972年） - 片山早苗 ※第4話より[1]
  - 北国の女の物語（1973年） - 久子
- 雪国（1973年、KTV） - 葉子
- 銀河テレビ小説 / 芳兵衛物語（1973年、NHK総合） - 宮原芳枝
- 木曽街道いそぎ旅 第8話「妻籠宿、月に浮かんだお六櫛」（1973年、CX）-お志乃
- 遠山の金さん捕物帳 第165話「玉の輿を蹴る女」（1973年、NET） - おゆき
- 赤ひげ 第39話「枡落し」（1973年、NHK総合） - うめ
- 銭形平次（CX）
  - 第382話「海鳴りが牙をとぐ」（1973年） - とね
  - 第536話「狼の罠」（1976年） - お佐和
  - 第637話「地獄の影」（1978年） - おゆう
  - 第724話「猫の毛」（1980年） - お園
  - 第753話「やさしい悪女」（1981年） - お袖
- 荒野の用心棒 （1973年、NET）
  - 第13話「必殺の剣が地平線に甦って…」 - お良
  - 第28話「虐殺の丘に女の復讐が燃えて…」 - おしん
- 花王 愛の劇場 五番町夕霧楼（1974年、TBS） - 片桐夕子（主演）
- 君待てども（1974年、THK） - 杉はるひ（主演）
- ご存知遠山の金さん 第33話「殴られた娘」（1974年、NET）- おとせ
- 愛さずにはいられない (1975年、CBC)　-　悦子
- 必殺シリーズ （ABC）
  - 暗闇仕留人 第19話「乗せられて候」（1974年） - 新島八重
  - 必殺仕業人 第14話「あんたこの勝負をどう思う」（1976年） - おかな
  - 必殺からくり人・富嶽百景殺し旅 第4話「神奈川沖浪裏」（1978年） - お静
  - 翔べ! 必殺うらごろし 第11話「人形が泣いて愛する人を呼んだ」（1979年） - お綱
  - 必殺仕事人
    - 第13話「矢で狙う標的は仕事人か?」（1979年） - お京 / お初 （二役）
    - 第56話「外し技釣鐘からくり割り」（1980年） - 喜代
    - 第83話「沈め技花嫁偽装返し突き」（1981年） - 妙

  - 新・必殺仕事人
    - 第3話「主水 子守する」（1981年） - お房
    - 第36話「主水 凧市で交通整理する」（1982年） - お清
- 夜明けの刑事（TBS / 大映テレビ）
  - 第4話「手錠のままの駆け落ち」（1974年） - 明子
  - 第50話「死を駆けた妻の叫び!!」（1975年） - 小泉洋子
  - 第80話「わが娘よ!!」（1976年）
  - 第97話「ママあたしを殺さないで!」（1976年）
- 水もれ甲介 第9話「ニセの遺言」（1974年、NTV） - 素子
- 伝七捕物帳 第64話「祭り太鼓に血がおどる」（1975年、NTV） -　お千加
- 座頭市物語 第20話「女親分と狼たち」（1975年、CX）- おたえ
- 破れ傘刀舟悪人狩り（NET）
  - 第26話「生きていた女」（1975年） - お妙
  - 第78話「呪われた愛」（1976年） - お篠
  - 第107話「おんな捕物地獄花」（1976年） - 業平橋のお京
- ポーラテレビ小説（TBS）
  - 加奈子（1975年 - 1976年） - 節子
  - 夫婦ようそろ（1978年） - 絹
- 俺たちの勲章 第10話「小鳥の審判」（1975年、NTV）
- 江戸の旋風シリーズ（CX）
  - 同心部屋御用帳 江戸の旋風 第15話「切り髪屋敷」（1975年）
  - 同心部屋御用帳 江戸の旋風IV 第23話「五年目の青空」（1979年） - 文字春
  - 新・江戸の旋風 第18話「情けと涙・日暮晋作大奮斗!!」（1980年） - お蓮
- 土曜劇場 / あなただけ今晩は 第5話（1975年、CX） - 英子
- 影同心II 第5話「女の争い紅葉花」（1975年、MBS） - お市
- 俺たちの旅 第14話「馬鹿がひとりで死んだのです」（1976年、NTV） - 清水祥子
- 大非常線 第7話「挑戦」（1976年、NET/東映） -小山とも子
- お耳役秘帳 第2話「噂」（1976年、KTV） - お品
- 夫婦旅日記 さらば浪人 第17話「群狼の街」（1976年、CX） - おとせ
- 遠山の金さん 第44話「心の旅路をたどれ」（1976年、NET）- お峯
- 阪急ドラマシリーズ / 河原町東入ル（1976年、KTV）
- 非情のライセンス（NET→ANB）
  - 第2シリーズ（1976年）
    - 第70話「兇悪の秘め事」 - 福地原洋子
    - 第96話「兇悪のカムバック」 - 狭間幸子

  - 第3シリーズ 第13話「兇悪の唇・危険を運ぶ女」（1980年） - 山路美和子
- Gメン'75 （TBS）
  - 第67話「部長刑事暗殺」（1976年） - 佐々木弘美婦警
  - 第80話「暗闇の密室殺人」（1976年） - 香川民子
  - 第100話「北の国から来た遺骨」（1977年）-　秋山敏江
  - 第175話「香港カラテ対Gメン」、第176話「香港カラテ対Gメン PART2」（1978年） - 香港コネクションの女
  - 第253話「白バイに乗った暗殺者たち」、第254話「警視庁の女スパイ」（1980年） - 小泉令子巡査
  - 第302話「露天風呂に浮かんだ白い死体」（1981年） - 鶴丸光代
- 愛と憎しみの宴（1977年、MBS）
- 特捜最前線（ANB）
  - 第33話「虐殺・父に捧げる挽歌」（1977年）
  - 第328話「カラスと呼ばれた女!」（1983年） - 佐々木繁子
  - 第372話「老刑事スニーカーを履く!」（1984年）
  - 第449話「黙秘・墜ちた名門夫人!」（1985年）
  - 第493話「二人の女・重複した殺意!」（1986年）
- 土曜ワイド劇場 （ANB）
  - 松本清張のガラスの城（1977年） - 三上田鶴子
  - 第三の来訪者・危険な結婚（1981年）
  - 牟田刑事官事件ファイル
    - 第2作「女たちの殺人パーティ」（1985年） - トガエリ由佳
    - 第9作「岸辺に立つ女」（1988年） - 藍京子

  - 密会の宿 第2作「消し忘れたビデオカメラの女」（1986年）
  - 辻真先の婚約旅行殺人事件シリーズ 第3作「三陸海岸婚約旅行殺人事件」（1987年） - 畑野田里子
  - 探偵・神津恭介の殺人推理 第8作「伊豆下田海岸に赤い殺意が走る」（1988年） - 伊藤陽子
  - 京都殺人案内 第17作「美人画商の黒いワナ」（1991年） - 鶴見志津
  - 刑事訴訟法 第三二一条の女（1991年） - 中田雅代
- 新・木枯し紋次郎 第7話「四度渡った泪橋」（1977年、12ch） - お清
- 桃太郎侍（NTV）
  - 第79話「女を変える化粧水」（1978年） - お玉
  - 第139話「奇跡を運ぶ白い鳩」（1979年）- おつね
  - 第229話「奇術か魔術か、恋女房」（1981年） - おその
- 俺たちの祭 第9話「一輪の花」（1978年、NTV） - 剛田夕子
- 蜜の誘惑（1978年4月、TBS） ※谷崎潤一郎の「卍」をテレビドラマ化
- 大空港 第5話「大空に命燃える日」（1978年、CX） - 篠塚まさこ
- 太陽にほえろ!（NTV）
  - 第316話「ある人生」（1978年） - 杉本和子
  - 第355話「ボス」（1979年） - 吉江
  - 第509話「列車の中の女」（1982年） - 田島さち
- 不毛地帯（1979年、MBS）
- 柳生一族の陰謀（1979年、KTV） - 水江
- 金曜ドラマ / 突然の明日（1980年、TBS）
- 影の軍団シリーズ（KTV）
  - 服部半蔵 影の軍団（1980年）- 御台所孝子
  - 影の軍団II 第15話「黒衣に汚された恋」（1982年）- 美代
- 江戸の牙 第20話「悲愁 錦絵の女たち」（1980年、ANB） - お藤・お島（二役）
- 噂の刑事トミーとマツ 第1シリーズ 第40話「Oh NO! 悪い予感は必ず当たる」（1980年、TBS） - 冴子
- 斬り捨て御免! 第1シリーズ 第10話「天童駒に秘めた謎」 - 野月 鶴
- 大江戸捜査網（12ch→TX）
  - 第466話「女賊が捨てた殺しの分け前」（1980年） - おこん
  - 第552話「お白州無用! 孤独の暗殺者」（1982年） - 秀駒
  - 第631話「私を離縁して! 逃亡者の妻」（1983年）
  - 新 大江戸捜査網 第23話「色街おんな怨み歌」（1984年） - お遊
- 暴れん坊将軍シリーズ（ANB）
  - 吉宗評判記 暴れん坊将軍
    - 第97話「おっ母ぁなんか要らねえや!」（1980年） - 小とき
    - 第204話「夜の風花 別れ花」（1982年） - おとは

  - 暴れん坊将軍II
    - 第7話「わらべ地蔵の子守唄」（1983年） - 波江
    - 第82話「やわら武士道日本晴れ!」（1984年） - おちか
    - 第133話「地獄の沙汰を待つ女!」（1985年） - おちか

  - 暴れん坊将軍III
    - 第67話「まさか! 辰五郎が不倫!?」（1989年） - 志乃
    - 第100話「春遠き、お捨屋敷の女」（1990年） - 梅乃
    - 第117話「おんな武芸者の恋」（1990年） - 浦風
- 御宿かわせみ 第18話「玉屋の紅」（1981年、NHK総合）
- 長七郎天下ご免! 第78話「姉弟のいのち!仙十郎受難」（1981年、ANB）- お葉
- 鬼平犯科帳 第2シリーズ 第15話「麻布一本松」（1981年、ANB） - お弓
- 旅がらす事件帖 第25話「怒りに血煙る甲州路」（1981年、KTV） - 須磨
- ひまわりの歌 第11話「顔がない女の犯罪」（1982年、TBS） - マキ子
- 遠山の金さん （ANB）
  - 第1シリーズ
    - 第3話「御意見無用! 五人の女スリ」（1982年） - おなつ
    - 第46話「炎の恋情! 殺人者はおんな魔術師」（1983年） - お紋

  - 第2シリーズ 第33話「男ひとり・流れのままに!」（1986年） - お紋
- 新五捕物帳（NTV） 
  - 第129話「向島から来た女」（1982年） - お咲
  - 第170話「しのび逢い」（1982年）
- 時代劇スペシャル / 髑髏検校 （1982年、CX）
- 松平右近事件帳（NTV）
  - 松平右近事件帳 第7話「危うし! 弥生局」（1982年） - 浦尾
  - 新・松平右近 第21話「旗本屋敷に鬼が棲む」（1983年） - 文
- 柳生十兵衛あばれ旅 第16話「美女の妖刀魔殿」（1983年、ANB） - 小笹
- 大岡越前（TBS）
  - 第7部 第16話「見合い相手は殺人鬼」（1983年） - おたみ
  - 第9部 第4話「襲われた御用金」（1985年） - おもん
- ニュードキュメンタリードラマ昭和 松本清張事件にせまる 第4回「人間失格 太宰治」（1984年、ANB） - 津島美知子
- 人妻捜査官 第15話「疑惑!?くれない族転落の週末」（1984年、ABC）
- 別れた妻（1985年、THK）　- 彩子
- 暴れ九庵 第21話「男の睨み」（1985年、KTV） - お六
- ザ・ハングマンシリーズ（ABC）
  - 新ハングマン 第17話「家元争いを毒花で飾る夫人と女秘書」（1983年） - 村上房子（更科流本部家元秘書）
  - ザ・ハングマンV 第19話「ニセ者ハングマンが現れた!」（1986年） - 真奈美
  - ザ・ハングマン6 第9話「プッツン夫婦が離婚劇大作戦!」（1987年） - 大木陽子（友愛離婚相談センター所長）
- 刑事物語'85 第9話「一年後の殺人」（1985年、NTV）
- うちの子にかぎって… 第2期 第11話 「ニャンニャンしましょ♥」（1985年、TBS） - 千枝子の母
- たけしくん、ハイ!（1985年、NHK総合） ‐ 山上松代
- このこ誰の子? 第10話「名古屋の出来事」（1986年、CX） - 高階夫人
- 野風の笛 鬼の剣 松平忠輝　天下を斬る!（1987年、NTV） - 淀君
- 銭形平次 第20話「子供の目」（1987年、NTV）
- 火曜サスペンス劇場 （NTV）
  - 女監察医・室生亜季子 第1作「歩き出した白骨死体」（1986年）
  - 新春時代劇ミステリー「大奥殺人事件」（1989年） - お美代の方
- ドラマ人間模様 / 花へんろ 風の昭和日記 第三章 （1988年、NHK総合）
- 東北四大祭り殺人事件（1988年、TBS）
- はぐれ刑事純情派 第1シリーズ 第3話「カフェバーで拾った女」（1988年、ANB）
- 長七郎江戸日記  （NTV）
  - 第1シリーズ 第22話「狙われた姫君」（1984年） - 岩崎
  - 第2シリーズ 第17話「夫婦飛脚・恋の綱引」（1988年） - おやえ
- さすらい刑事旅情編 第4話「新特急谷川・約束の2番ホーム」（1988年、ANB）
- 将軍家光忍び旅 第2話「父ちゃんの海を返せ!」（1990年、ANB） - おかく
- 東京チャッカリ娘（1992年、TBS）

### 映画
- 女の意地 （1971年、日活） - 礼子
- 暗室 （1983年、にっかつ） - 多加子
- 花いちもんめ。 （1985年、東映） - 看護婦

### 舞台
- 徳川の夫人たち
- 怪談 牡丹燈籠
- 沢氏の二人娘
- おりき
- 地の群れ
- お遊さま
- 大つごもり
- 或る女
- 肥前風土記（1981年） - そで[8]

### オリジナルビデオ
- 新・うれしはずかし物語 （1991年）

### 吹き替え
- アドベンチャー・ラリー - C・C〈スーザン・サランドン〉
- イノセント - テレーザ・ラッフォ〈ジェニファー・オニール〉
- グレートスタントマン（テレビ朝日版＝BD収録） - グウェン〈サリー・フィールド〉
- 刑事コロンボ ハッサン・サラーの反逆 - 秘書
- シンシナティ・キッド（フジテレビ版）- クリスチャン〈チューズデイ・ウェルド〉
- 女刑事ＪＪケーン -Ｊ・Ｊ・ケーン刑事〈キム・ベイシンガー〉
- デスペラード 荒野の逃亡者（マーシー・ウォーカー）
- ナイトライダー シーズン1 #5 - ジェーン・アダムス〈ナンシー・グラン〉
- ロンサム・ダブ - ロレナ・ウッド〈ダイアン・レイン〉

### ラジオドラマ
- ラジオドラマ・播磨灘物語　(1975年、KBCラジオ）
- KRラジオ図書館・劇画特集1 「ザ・シェフ」（1987年4月5日、TBSラジオ）
- FMシアター「ミュージカルファンタジー・人魚の森」（1989年、NHK-FM)